# Hydropsyche orduensis
Hydropsyche orduensis là một loài Trichoptera trong họ Hydropsychidae. Chúng phân bố ở miền Cổ bắc.